# Luzon Środkowy

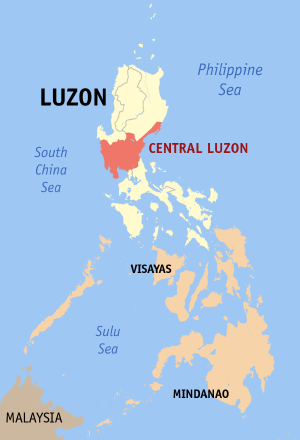
Położenie Luzonu Środkowego

Luzon Środkowy (Region III) – jeden z 17 regionów Filipin, położony nad Morzem Filipińskim (na wschodzie) oraz Morzem Południowochińskim (na zachodzie) w środkowej części wyspy Luzon. 
W skład regionu wchodzi 7 prowincji: 
- Aurora
- Bataan
- Bulacan
- Nueva Ecija
- Pampanga
- Tarlac
- Zambales

Ośrodkiem administracyjnym jest San Fernando w prowincji Pampanga. 
Powierzchnia regionu wynosi 21 470 km². W 2010 roku jego populacja liczyła 10 137 737 mieszkańców.